# Franz von Bayros
Franz von Bayros (Zagreb, Imperi Austrohongarès, 28 de maig de 1866 - Viena, 3 d'abril de 1924) fou un marquès i artista comercial austríac, il·lustrador i pintor conegut sobretot pels seus controvertits Contes del tocador (Erzählungen vom Toilettentisch) que foren duts als tribunals. Von Bayros pertany al moviment decadent, sovint centrant les seves obres en temes eròtics i imatges fantasmagòriques. També és conegut per als seus ex-libris, 320 heliogravats de tema galant-eròtico-sensual «de gran refinament neorococó».

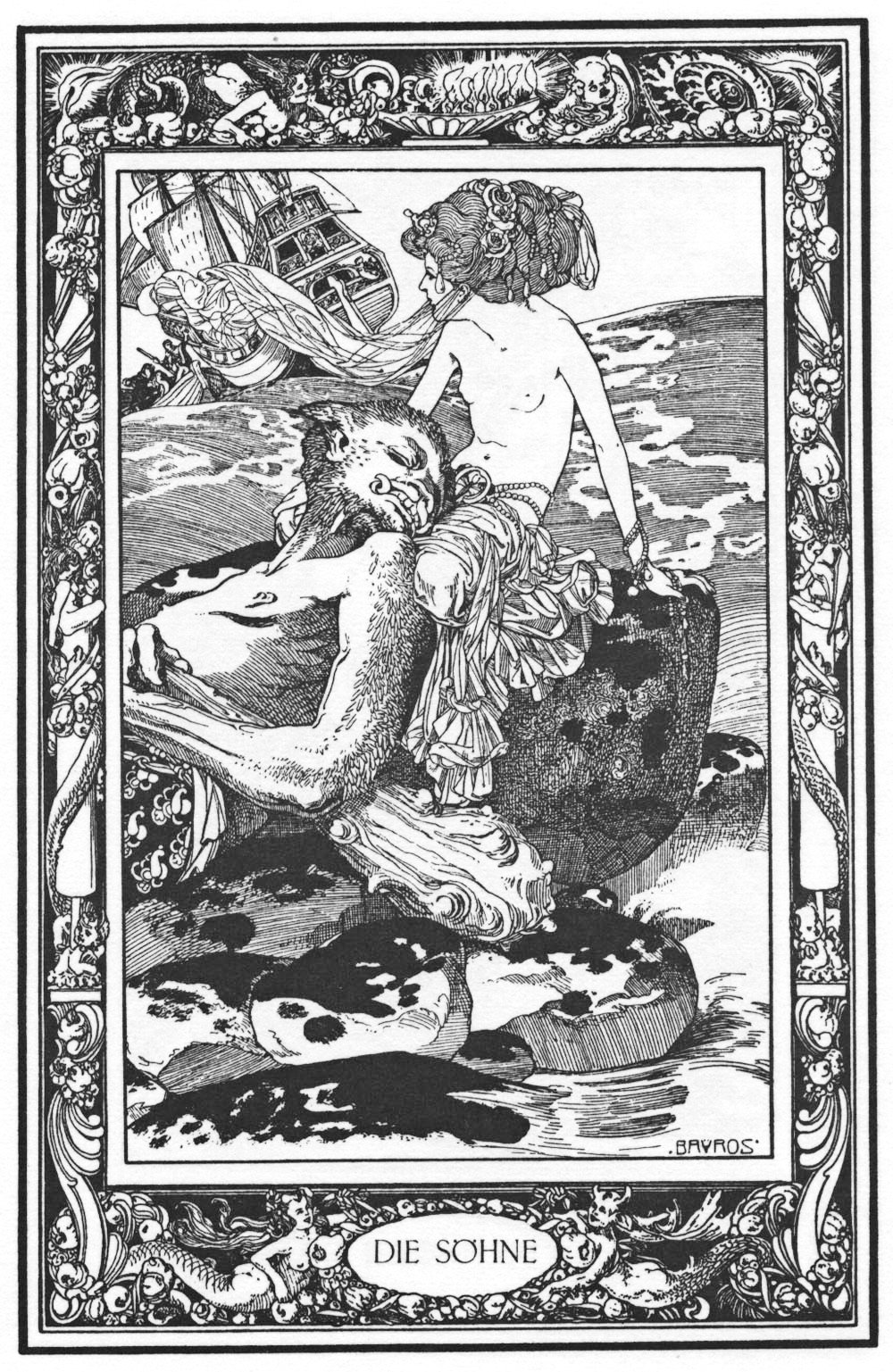
Die Söhne (els fills). Un exemple d'il·lustració on la càrrega sexual sol anar també acompanyada d'una important càrrega extravagant

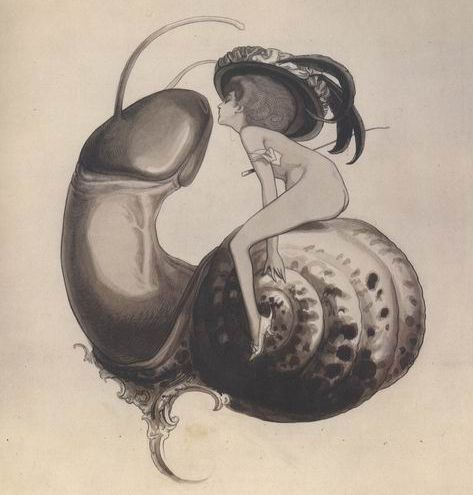
Ex-libris

Ix d'una nissaga de nobles militars en servei dels habsburguesos, que van marxar d'Espanya amb Carles VI després de la desfeta del 1714. Amb disset anys, superà l'examen d'accés a l'Acadèmia de Viena amb Eduard von Engerth. Von Bayros es barrejà entre l'elegant societat vienesa de finals del segle xix i ràpidament entrà al cercle d'amistats de Johann Strauss II, i va casar-se amb la seva fillastra, Alice, el 1896, un matrimoni que només va durar un any. L'any següent, von Bayros es traslladà a Múnic. El 1904 feu la seva primera exposició a Múnic, amb un gran èxit. Entre 1904 i 1908, viatjà a París i Itàlia per estudis. El 1911 fou perseguit per la policia de Múnic i fou obligat a abandonar la ciutat.

Quan tornà a Viena, se sentí un estrany. L'inici de la Primera Guerra Mundial fou un altre revés per a von Bayros. L'artista morí a Viena, d'un vessament cerebral. Von Byros deixà més de 2.000 il·lustracions.
La col·lecció permanent del Museu de l'Eròtica de Barcelona conté gravats de Bayros.